# Didi
Didi, właśc. Valdir Pereira (ur. 8 października 1928 w Campos dos Goytacazes, zm. 12 maja 2001 w Rio de Janeiro) – brazylijski piłkarz, grający na pozycji pomocnika.
Didi znany był ze świetnego sposobu bicia rzutów wolnych – piłka uderzona przez niego opadała do bramki jak „opadający liść”. Didi brał udział w 3 turniejach MŚ: pierwsze w 1954 w Szwajcarii, oraz kolejne dwa mistrzowskie już, drugie w 1958 w Szwecji oraz trzecie w 1962 w Chile. W reprezentacji Brazylii w 85 meczach zdobył 31 bramek. Po zakończeniu kariery piłkarskiej był szkoleniowcem reprezentacji Peru na MŚ w Meksyku w 1970, a z tureckim Fenerbahçe SK zdobył 2 razy mistrzostwo Turcji w 1974 i 1975. Strzelił pierwszą bramkę w meczu inauguracyjnym na stadionie Maracanã w 1950 roku.